# Eastcoast-Hip-Hop
Der Eastcoast Hip Hop oder Eastcoast Rap ist ein Subgenre des Hip-Hop, der sich in den 1980er Jahren an der Ostküste der Vereinigten Staaten entwickelte. Seine Anfänge entsprechen denen des Hip-Hop insgesamt, der sich an der Ostküste der USA vor allem in New York City durch Musiker wie Grandmaster Flash entwickelte und sich über Kurtis Blow, LL Cool J, Slick Rick und weitere Künstler etablierte. Erst als in den späteren 1980er Jahren als Gegenströmung der Westcoast-Hip-Hop in Los Angeles entstand, gebrauchte man den Begriff East Coast Hip Hop, um die beiden Strömungen zu unterscheiden.
In den späten 1980er Jahren wurde Public Enemy zum bekanntesten Act des amerikanischen Hip-Hop. Sie fielen durch sehr kritische Texte und einen aggressiven Stil auf, der weitere Bands beeinflusste, vor allem die Künstler, die sich zum Native Tongues Posse zusammenschlossen, darunter De La Soul, A Tribe Called Quest und Queen Latifah. Aber auch die Metal-Band Anthrax wurde von Public Enemy beeinflusst, sie nahm 1987 den Titel I'm the man auf. So entstand die Musikrichtung Crossover. Auch führte dies 1991 zu einer gemeinsamen Tournee und zur gemeinsamen Aufnahme des Public Enemy-Titels Bring the Noise im Crossoverstil.

## Eastcoast vs. Westcoast
Hauptartikel: East Coast vs. West Coast
In den frühen 1990er Jahren zeichnete sich die amerikanische Hip-Hop-Szene durch eine starke Rivalität der Westcoast und der Eastcoast aus. Auf der Seite der Westcoast standen die Nachfolger der Band N.W.A, die mit ihrem „Straight Outta Compton“ (1988) den Westcoast Hip-Hop als aggressiven Gangsta-Rap populär machten. Dabei waren es vor allem die ehemaligen N.W.A-Mitglieder Eazy-E, Dr. Dre und Ice Cube, die die Entwicklung im Westen beeinflussten. Der Hip-Hop-Krieg gipfelte in den Morden an den beiden Rappern Tupac Shakur (Westcoast) und The Notorious B.I.G. (Eastcoast). An der Ostküste entstanden der Wu-Tang Clan und Solokünstler wie Nas und Jay-Z, die gegen die Pop-beeinflussten Erfolge von Puff Daddy und den Bad Boy Records ankämpften.